# Open 13
El Torneig de Marsella, oficialment conegut com a Open 13 Provence, és un torneig de tennis professional que es disputa anualment sobre pista dura al Palais des Sports de Marsella, França. Actualment pertany a les sèries ATP World Tour 250 del circuit ATP masculí i es disputa al mes de febrer.
El torneig es va crear l'any 1993 gràcies a la iniciativa del tenista francès Jean-François Caujolle, natiu de la ciutat i actual director del torneig des de llavors, amb el nom de Open 13. El número "13" del nom del torneig representa el codi INSEE del departament Boques del Roine, del qual Marsella n'és la capital.
Roger Federer va jugar la seva primera final d'individuals ATP en aquest torneig l'any 2000, perdent davant Marc Rosset. El seu partit va ser la primera final suïssa d'un esdeveniment ATP. Federer va guanyar el títol a l'2003.
Altres guanyadors notables inclouen els antics jugadors número 1 mundial i campions de Grand Slam Boris Becker, Yevgeny Kafelnikov, Andy Murray i Juan Martin del Potro. Els jugadors francesos han guanyat més títols en aquest esdeveniment, 9 en individuals i 11 en dobles.

## Palmarès

### Individual masculí[7]
| Any  | Campió                 | Finalista             | Resultat           |
| ---- | ---------------------- | --------------------- | ------------------ |
| 2025 | Ugo Humbert (2)        | Hamad Medjedovic      | 7−6(4), 6−4        |
| 2024 | Ugo Humbert            | Grigor Dimitrov       | 6−4, 6−3           |
| 2023 | Hubert Hurkacz         | Benjamin Bonzi        | 6−3, 7−6(4)        |
| 2022 | Andrei Rubliov         | Félix Auger-Aliassime | 7−5, 7−6(4)        |
| 2021 | Daniïl Medvédev        | Pierre-Hugues Herbert | 6−4, 6−7(4), 6−4   |
| 2020 | Stéfanos Tsitsipàs (2) | Félix Auger-Aliassime | 6−3, 6−4           |
| 2019 | Stéfanos Tsitsipàs     | Mikhaïl Kukuixkin     | 7−5, 7−6(5)        |
| 2018 | Karén Khatxànov        | Lucas Pouille         | 7−5, 3−6, 7−5      |
| 2017 | Jo-Wilfried Tsonga (3) | Lucas Pouille         | 6−4, 6−4           |
| 2016 | Nick Kyrgios           | Marin Čilić           | 6−2, 7−6(3)        |
| 2015 | Gilles Simon (2)       | Gael Monfils          | 6−4, 1−6, 7−6(4)   |
| 2014 | Ernests Gulbis         | Jo-Wilfried Tsonga    | 7−6(5), 6−4        |
| 2013 | Jo-Wilfried Tsonga     | Tomáš Berdych         | 3−6, 7−6(6), 6−4   |
| 2012 | Juan Martín del Potro  | Michaël Llodra        | 6−4, 6−4           |
| 2011 | Robin Söderling        | Marin Čilić           | 6−7(8), 6−3, 6−3   |
| 2010 | Michaël Llodra         | Julien Benneteau      | 6−3, 6−4           |
| 2009 | Jo-Wilfried Tsonga     | Michaël Llodra        | 7−5, 7−6(3)        |
| 2008 | Andy Murray            | Mario Ancic           | 6−3, 6−4           |
| 2007 | Gilles Simon           | Markos Bagdatís       | 6−4, 7−6(3)        |
| 2006 | Arnaud Clement         | Mario Ancic           | 6−4, 6−2           |
| 2005 | Joachim Johansson      | Ivan Ljubičić         | 7−5, 6−4           |
| 2004 | Dominik Hrbaty         | Robin Soderling       | 4−6, 6−4, 6−4      |
| 2003 | Roger Federer          | Jonas Bjorkman        | 6−2, 7−6(6)        |
| 2002 | Thomas Enqvist (3)     | Nicolas Escude        | 6−7(4), 6−3, 6−1   |
| 2001 | Ievgueni Kàfelnikov    | Sébastien Grosjean    | 7−6(5), 6−2        |
| 2000 | Marc Rosset (3)        | Roger Federer         | 2−6, 6−3, 7−6(5)   |
| 1999 | Fabrice Santoro        | Arnaud Clement        | 6−3, 6−3           |
| 1998 | Thomas Enqvist         | Ievgueni Kàfelnikov   | 6−4, 6−1           |
| 1997 | Thomas Enqvist         | Marcelo Ríos          | 6−4, 1−0, retirada |
| 1996 | Guy Forget             | Cédric Pioline        | 7−5, 6−4           |
| 1995 | Boris Becker           | Daniel Vacek          | 6−7(2), 6−4, 7−5   |
| 1994 | Marc Rosset            | Arnaud Boetsch        | 7−6(6), 7−6(4)     |
| 1993 | Marc Rosset            | Jan Siemerink         | 6−2, 7−6(1)        |

### Dobles masculins[7]
| Any  | Campions                                 | Finalistes                              | Resultat             |
| ---- | ---------------------------------------- | --------------------------------------- | -------------------- |
| 2025 | Benjamin Bonzi Pierre-Hugues Herbert     | Sander Gillé Jan Zieliński              | 6−3, 6−4             |
| 2024 | Tomáš Macháč Zhang Zhizhen               | Patrik Niklas-Salminen Emil Ruusuvuori  | 6−3, 6−4             |
| 2023 | Santiago González Édouard Roger-Vasselin | Nicolas Mahut Fabrice Martin            | 4−6, 7−6(4), [10−7]  |
| 2022 | Denys Molchanov Andrei Rubliov           | Raven Klaasen Ben McLachlan             | 4−6, 7−5, [10−7]     |
| 2021 | Lloyd Glasspool Harri Heliövaara         | Sander Arends David Pel                 | 7−5, 7−6(4)          |
| 2020 | Nicolas Mahut Vasek Pospisil             | Wesley Koolhof Nikola Mektić            | 6−3, 6−4             |
| 2019 | Jérémy Chardy Fabrice Martin             | Ben McLachlan Matwé Middelkoop          | 6−3, 4−6(4), [10−3]  |
| 2018 | Raven Klaasen Michael Venus              | Marcus Daniell Dominic Inglot           | 6−7(2), 6−3, [10−4]  |
| 2017 | Julien Benneteau Nicolas Mahut           | Robin Haase Dominic Inglot              | 6−4, 6−7(9), [10−5]  |
| 2016 | Mate Pavić Michael Venus                 | Jonathan Erlich Colin Fleming           | 6−2, 6−3             |
| 2015 | Marin Draganja Henri Kontinen            | Colin Fleming Jonathan Marray           | 6−4, 3−6, [10−8]     |
| 2014 | Julien Benneteau Édouard Roger-Vasselin  | Paul Hanley Jonathan Marray             | 4−6, 7−6(6), [13−11] |
| 2013 | Rohan Bopanna Colin Fleming              | Aisam-ul-Haq Qureshi Jean-Julien Rojer  | 6−4, 7−6(3)          |
| 2012 | Nicolas Mahut Édouard Roger-Vasselin     | Dustin Brown Jo-Wilfried Tsonga         | 3−6, 6−3, [10−6]     |
| 2011 | Robin Haase Ken Skupski                  | Julien Benneteau Jo-Wilfried Tsonga     | 6−4, 6−7(4), [13−11] |
| 2010 | Julien Benneteau Michaël Llodra          | Julian Knowle Robert Lindstedt          | 6−4, 6−3             |
| 2009 | Arnaud Clément Michaël Llodra (2)        | Julian Knowle Andy Ram                  | 3−6, 6−3, [10−8]     |
| 2008 | Martin Damm Pavel Vízner                 | Yves Allegro Jeff Coetzee               | 7−6(0), 7−5          |
| 2007 | Arnaud Clément Michaël Llodra            | Mark Knowles Daniel Nestor              | 7−5, 4−6, [10−8]     |
| 2006 | Martin Damm Radek Štěpánek (2)           | Mark Knowles Daniel Nestor              | 6−2, 6−7(4), [10−3]  |
| 2005 | Martin Damm Radek Štěpánek               | Mark Knowles Daniel Nestor              | 7−6(4), 7−6(5)       |
| 2004 | Mark Knowles Daniel Nestor               | Martin Damm Cyril Suk                   | 7−5, 6−3             |
| 2003 | Sébastien Grosjean Fabrice Santoro       | Tomáš Cibulec Pavel Vízner              | 6−1, 6−4             |
| 2002 | Arnaud Clément Nicolas Escudé            | Julien Boutter Maks Mirni               | 6−4, 6−3             |
| 2001 | Julien Boutter Fabrice Santoro           | Michael Hill Jeff Tarango               | 7−6(7), 7−5          |
| 2000 | Simon Aspelin Johan Landsberg            | Juan Ignacio Carrasco Jairo Velasco Jr. | 7−6(2), 6−4          |
| 1999 | Maks Mirni Andrei Olkhovski              | David Adams Pavel Vízner                | 7−5, 7−6(7)          |
| 1998 | Donald Johnson Francisco Montana         | Mark Keil T.J. Middleton                | 6−4, 3−6, 6−3        |
| 1997 | Thomas Enqvist Magnus Larsson            | Olivier Delaître Fabrice Santoro        | 6−3, 6−4             |
| 1996 | Jean-Philippe Fleurian Guillaume Raoux   | Marius Barnard Peter Nyborg             | 6−3 6−2              |
| 1995 | David Adams Andrei Olkhovski             | Jean-Philippe Fleurian Rodolphe Gilbert | 6−1, 6−4             |
| 1994 | Jan Siemerink Daniel Vacek               | Martin Damm Ievgueni Kàfelnikov         | 6−7, 6−4, 6−1        |
| 1993 | Arnaud Boetsch Olivier Delaître          | Ivan Lendl Christo Van Rensburg         | 6−3, 7−6             |